# Walter Odington
Walter Odington (* um 1260 möglicherweise in Oddington, Gloucestershire oder Oddington, Oxfordshire; † nach 1346 (?)) war ein englischer Mönch, Mathematiker und Musiktheoretiker.

## Leben und Bedeutung
Odington lebte als Benediktinermönch in Evesham und Oxford. Er schrieb neben zwei astronomischen Abhandlungen die Schrift De speculatione musices. 
Odington gibt in seinem Musiktraktat als einer der ersten das Frequenzverhältnis der reinen Terz als 5:4 an und bezeichnet sie als concordes discordie. In der Tradition der pythagoreischen Konsonanztheorie erklärt er den Ditonos mit der Proportion 81:64 als dissonant und erwähnt hierbei, dass die meisten dieses Intervall wegen der Nähe zum Intervall mit der Proportion 5:4 für konsonant halten.
Erst Bartolomé Ramos de Pareja setzte erstmals die reine Terz mit der Proportion 5:4 an die Stelle des Ditonos mit der Proportion 81:64.